# On-base percentage
On-base percentage (OBP) – jeden z elementów statystycznych w baseballu określający skuteczność pałkarza w osiąganiu bazy.
OBP, która przybiera wartości od 0 do 1, oblicza się ze wzoru:
{\displaystyle OBP={\frac {H+BB+HBP}{AB+BB+HBP+SF}}}
gdzie
- H – uderzenia (hits)
- BB – bazy za darmo (bases on balls)
- HBP – liczba baz zdobytych w wyniku uderzenia piłką (hit by pitch)
- AB = liczba podejsć do odbicia (at bat)
- SF = sacrifice flies

Podczas gdy batting average (H dzielone przez AB) opisuje skuteczność osiągania bazy tylko odbiciem, OBP wylicza efektywność gracza w osiąganiu bazy na wiele sposobów, pełniej pokazując jego przydatność dla drużyny. Duża liczba baz za darmo czy uderzeń piłką (HBP), które zawsze zwiększają OBP, najczęściej świadczy o wysokiej zdolności odbijającego do oceny tego, czy piłka zmierza w strefę strike’ów czy poza nią, lub o ponadprzeciętnej umiejętności odbijania zmuszającej miotacza do celowego oddania bazy za darmo. Z kolei sacrifice fly, czyli wysokie, kończące się autem uderzenie, zawsze obniża OBP.

## Rekordowe osiągnięcia
Rekordzistą wszech czasów w MLB jest Ted Williams, który w latach 1939-60 uzyskał skuteczność 0,482. Rekord sezonu należy do Barry’ego Bondsa i wynosi 0,609 (2004).